# Luis Segovia
Luis Geovanny Segovia Vega (Quito, 26 ottobre 1997) è un calciatore ecuadoriano, difensore del CRB.

## Caratteristiche tecniche
È un difensore centrale.

## Carriera

### Club
Ha giocato nella prima divisione dei campionati ecuadoriano, brasiliano e belga.

### Nazionale
Con la nazionale Under-20 ecuadoriana ha preso parte al campionato sudamericano 2017 ed al Mondiale 2017.

## Palmarès

### Club

#### Competizioni nazionali
- Campionato ecuadoriano: 1

Independiente del Valle: 2021
- Copa Ecuador: 1

Independiente del Valle: 2022

#### Competizioni internazionali
- Coppa Sudamericana: 1

Independiente del Valle: 2022

#### Competizioni statali
- Taça Rio: 1

Botafogo: 2023
- Campionato Alagoano: 1

CRB: 2025